# Ohorodyszcze
Ohorodyszcze (biał. Агародзішча; ros. Огородище) – dawna wieś na Białorusi, w obwodzie grodzieńskim, w rejonie szczuczyńskim.
W latach 1921–1939 należał do gminy Berszty, w powiecie grodzieńskim województwa białostockiego.
Według Powszechnego Spisu Ludności z 1921 roku wieś i tartak zamieszkiwało 97 osób, wśród których 15 było wyznania rzymskokatolickiego, 82 prawosławnego. Jednocześnie 11 mieszkańców zadeklarowało polską przynależność narodową, 85 białoruską a 1 inną. Było tu 15 budynków mieszkalnych.